# There Is Always Something There to Remind Me
There Is Always Something There to Remind Me é uma canção de 1988, lançada no álbum Now That's What I Call Quite Good, pela extinta banda inglesa The Housemartins.